# Дніпропетровська обласна науково-медична бібліотека
Дніпропетровська обласна науково-медична бібліотека (ДОНМБ) — галузева медична бібліотека, призначена для обслуговування наукових і практичних працівників охорони здоров'я Дніпропетровської області.

## Історія створення
Створення бібліотеки припадає на 30-ті роки ХХ століття, коли Народний комісаріат охорони здоров’я (НКОЗ) Української РСР 6 листопада 1930 року видає наказ № 128-а, в якому відзначалося: “Утворена широка мережа наукових, навчальних і практичних медичних установ УРСР, яка конче потребує міцної науково-літературної бази” і далі “… засновується Київська, Дніпропетровська і Сталінська державні медичні бібліотеки”.
Навесні 1931 року за клопотання крайового відділу охорони здоров'я було виділено приміщення для Дніпропетровської окружної медичної бібліотеки.
Таким чином, 6 листопада 1930 року законодавчо створена Дніпропетровська окружна медична бібліотека – перший осередок майбутньої бібліотечної мережі, який був доступний кожному медичному працівникові. Створена вона була на базі книжкових фондів медичного інституту.
Головною вимогою для обласної медичної бібліотеки було повне інформаційне задоволення медичних працівників області.
Першим директором бібліотеки був  доцент Бродський А.О. 
Створена бібліотека почала свою роботу в “Будинку Хреннікова”, одному з найцікавіших архітектурних пам'ятників нашого міста (нині готель “Україна”). Вже саме розташування цього приміщення вказувало на те, яке приділялося значення розвитку медичної науки та вдосконаленню професійного рівня практичних лікарів.
Фонд бібліотеки на той час не перевищував 3-х тисяч примірників, але незважаючи на обмежену інформаційну можливість, вона користувалася великою популярністю серед спеціалістів-медиків.
У 1932 році бібліотека набула статусу обласної і була перейменована в обласну науково-медичну бібліотеку.
За часів фашистської окупації фонди бібліотеки повністю знищені. Таким чином, всі набутки довоєнного десятиріччя – фонди галузевих бібліотек і самі бібліотеки – було знищено. Свій новий літопис ДОНМБ починає з 1945 року, коли за допомогою великих книгосховищ країни почали відновлювати книжкові фонди медичних бібліотек. На той час Дніпропетровськ був у руїнах, і бібліотека не маючи свого приміщення, знаходилася тимчасово у маленькій кімнаті медичного інституту, після чого була переведена у більш просторе приміщення з книжковим фондом 2,5 тисяч примірників, зібраних з усіх уцілілих книгосховищ країни. 
У 1946 році мережа медичних бібліотек області нараховувала 30 бібліотек. В повоєнні роки з укріпленням матеріально-технічної бази лікувальних установ відновлювалися медичні бібліотеки, але вони були ще на громадських засадах.
На кінець  50-х років фонди бібліотеки зросли з 2,5 тисяч до 96 тисяч примірників, і обслуговувала вона вже 6 тисяч читачів. Це були роки важкого відновлення фонду, приміщень, штату бібліотеки.
У 1957 році міськвиконком виділив для бібліотеки приміщення 210 кв. метрів по вул. Дзержинського (тепер вулиця Вернадського), 8.
У 2019 році бібілотека переїхала у нове приміщення за адресою вул. Макарова,1б. 

## Сучасний період
Сьогодні бібліотека – це консультативно-методичний центр для всіх медичних бібліотек регіону, центр краєзнавчої діяльності з питань розвитку охорони здоров'я Дніпропетровської області.
Щороку бібліотека надає послуги близько 6 тис. користувачам, які отримують понад 120  тис. документів. Передплачується понад 200 назв науково-медичних видань [Архівовано 4 лютого 2020 у Wayback Machine.]. Бібліотечний фонд ДОНМБ нараховує понад 200 тис. документів. Мережа медичних бібліотек регіону складає 27 закладів, в яких працюють понад 85 бібліотечних працівників. 
ДОНМБ є головним науковим закладом області з питань бібліотечного та інформаційно-бібліографічного забезпечення спеціалістів в галузі медичної науки та охорони здоров’я, основним книгосховищем та депозитарієм медичної літератури свого регіону, організаційно-методичним та координаційним центром мережі медичних бібліотек області.
На сьогоднішній день бібліотека має:
- Власний спеціалізований журнал для фахівців практичної медицини BIBLIOTEKA.med.com , що випускається виключно силами бібліотеки. З 2019 року журнал випускається щомісячно маючи повноцінний формат.
- Науково-інформаційний портал безперервного професійного розвитку лікарів OSVITA online
- Сайт, орієнтований на забезпечення охорони громадського здоров’я населення регіону та популяризації здорового способу життя «Здоровий спосіб життя – здорова нація »

## Фонд
Обсяг фонду бібліотеки з 2,5 тисяч примірників у 1946 році зріс до 196 тисяч примірників у 1980 році у ДОНМБ, а по мережі медичних бібліотек до 342 тисяч примірників.
На початок 2020 року фонд бібліотеки нараховує 208271 примірників.
Фонд бібліотеки частково передано до Комунального вищого навчального закладу «Дніпровський базовий медичний коледж».